# GhostDeini The Great
GhostDeini The Great ist ein Kompilationsalbum des US-amerikanischen Rappers Ghostface Killah. Es erschien am 16. Dezember 2008 über die Plattenfirmen Def Jam Recordings.

## Titelliste
1. Kilo (Remix) (feat. Raekwon und No Malice) – 6:03
2. The Champ (Remix) – 5:31
3. Tony Sigel a.k.a. Barrel Bros. (feat. Styles P und Beanie Sigel) – 3:31
4. Slept on Tony – 2:31
5. Run (Remix) (feat. Raekwon, Jadakiss, Freeway und Lil Wayne) – 5:54
6. Be Easy (Remix) (feat. Ice Cube) – 4:25
7. Mighty Healthy – 3:14
8. It’s Over – 3:30
9. Apollo Kids (feat. Raekwon) – 3:52
10. 9 Milli Bros. (feat. Wu-Tang Clan) – 4:17
11. Walk Around – 3:32
12. Street Opera (feat. Sun God) – 3:31
13. All I Got Is You (feat. Mary J. Blige und Popa Wu) – 5:19
14. Back Like That (Remix) (feat. Kanye West und Ne-Yo) – 4:02
15. Cherchez LaGhost (feat. U-God) – 3:05
16. Ghostface X-mas – 3:02

## Videoalbum
Dem Album ist eine Bonus-DVD beigelegt, auf der Eindrücke der Hip Hop Live-Tournee enthalten sind, die Ghostface Killah mit der Theodore Unit absolviert hat. Die DVD besteht aus neun Titeln mit einer Gesamt-Laufzeit von 27:03 Minuten. Zusätzlich ist eine Foto-Galerie zu finden.
Titelliste
1. Intro / Run
2. The Champ / Be Easy
3. Ice Cream
4. Greedy Bitches
5. Girl’s Night Out
6. Back Like That
7. ODB Tribute
8. Biscuits
9. End Credits

## Kritik
Die E-Zine Laut.de bewertete GhostDeini The Great mit drei von möglichen fünf Punkten. Aus Sicht der Redakteurin Dani Fromm sei es ein „narrensicheres Projekt“ aus „dem reichhaltigen Schaffen eines Ghostface Killahs ein Best-Of-Album zusammen zu stellen.“ Statt „lieblos die Singles aufzufädeln“, zaubere Ghostface Killah „Remix-Versionen am laufenden Meter aus dem Zylinder, dazu frische wie vertraute Featuregäste.“ Killahs „unvergleichlich perlender, flüssiger Rap-Stil“ harmoniere mit „melodischen Mixturen aus souligen Samples, funky Basslinien, Pianoloops und stimmungsvoll collagierten Geräuschkulissen wie kaum ein anderer.“ Mit Slept On Tony sei ein neues Stück auf der Kompilation vertreten, „dem der Funk aus jeder Zeile“ rinne. Auf der beiliegenden DVD liefere der Rapper eine Show, „der man die […] zensierten Ansagen genauso nachsieh[e] wie den nicht gerade übermäßig dicken Sound.“